# Championnat des Maldives de football 2022
Navigation
Saison précédente Saison suivante
La saison 2022 du Championnat des Maldives de football est la soixante-dixième édition du championnat national aux Maldives.
C’est le club de Maziya SRC, qui est sacré cette saison après avoir terminé en tête du classement final. Il s'agit du quatrième titre de champion des Maldives de l'histoire du club.

## Déroulement de la saison
Après la saison 2020-2021 perturbée à cause de la pandémie de Covid-19, la saison 2022 commence le 16 février 2022 avec les mêmes participants.
Le championnat se déroule sur trois tours, et se termine le 1er août 2022. Les deux derniers participent à un mini championnat avec les deux premiers de groupe de la deuxième division afin de déterminer les deux clubs qui se qualifient pour la première division.

## Compétition
Le barème de points servant à établir le classement se décompose ainsi :
- Victoire : 3 points
- Match nul : 1 point
- Défaite : 0 point

### Première phase
| Rang | Équipe              | Pts | J  | G  | N | P  | Bp | Bc | Diff |
| ---- | ------------------- | --- | -- | -- | - | -- | -- | -- | ---- |
| 1    | Maziya SRC T        | 60  | 21 | 20 | 0 | 1  | 80 | 5  | +75  |
| 2    | Club Eagles         | 46  | 21 | 15 | 1 | 5  | 38 | 26 | +12  |
| 3    | Club Valencia       | 32  | 21 | 10 | 2 | 9  | 29 | 39 | -10  |
| 4    | Club Green Streets  | 30  | 21 | 9  | 3 | 9  | 31 | 35 | -4   |
| 5    | TC Sports Club      | 28  | 31 | 8  | 4 | 9  | 27 | 30 | -3   |
| 6    | United Victory      | 26  | 21 | 7  | 5 | 9  | 26 | 39 | -13  |
| 7    | Super United Sports | 15  | 21 | 4  | 3 | 14 | 22 | 48 | -26  |
| 8    | Da Grande SC        | 5   | 21 | 1  | 2 | 18 | 16 | 50 | -34  |

|  | Qualification pour la Coupe de l'AFC                         |
|  | Qualification pour le tour préliminaire de la Coupe de l'AFC |
|  | Barrage de relégation                                        |
|  | T : Tenant du titre                                          |

- Maziya SRC remporte également la FA Cup 2022, le finaliste Club Valencia se qualifie pour le tour préliminaire de l'AFC Cup.

### Barrages de promotion/relégation
Super United Sports et Da Grande SC rencontrent dans un mini championnat les deux vainqueurs des poules de deuxième division, Club Teenage et Buru Sports Club. À la fin du tournoi, Super United Sports et Buru Sports Club sont qualifiés pour la prochaine saison en première division.

## Bilan de la saison
| Championnat des Maldives de football 2022 |                                   |
| Champion                                  | Maziya SRC (4e titre)             |
| Coupes et trophées                        |                                   |
| Vainqueur de la Coupe des Maldives 2022   | Maziya SRC                        |
| Qualifications continentales              |                                   |
| Coupe de l'AFC 2023-2024                  | Maziya SRC                        |
| Coupe de l'AFC 2023-2024                  | Club Valencia (tour préliminaire) |
| Promotions et relégations                 |                                   |
| Promus en Dhivehi League                  | Buru Sports Club                  |
| Relégués                                  | Da Grande SC                      |